# دوللي عياش
دوللي عياش (24 أغسطس 1986-) إعلامية وممثلة لبنانية، شغلت منصب ملكة جمال السياحة في لبنان عام 2003.

## حياتها
ولدت في بعورته بمنطقة جبل لبنان. بعدها انتقلت مع عائلتها للعاصمة بيروت، لديها أخت كبرى أسمها غنوة، حاصلة على شهادة في الإعلام.

### حياتها الأسرية
في سبتمبر 2018 تزوجت مدنياً في إيطاليا من رامي مينة" في ديسمبر 2020 رزقت بابنتها إيزابيل 

## مشوارها المهني
انطلاقتها كانت من قناة الجديد وهي في سن مراهقة كمذيعة ربط فقرات. وبعد سنوات من التمرين على كيفية النطق والتعامل مع الكاميرا على يد الممثل جهاد الأطرش، سافرت مضطرةً إلى قطر لموافاة عائلتها المقيمة هناك. فابتسم لها الحظ، وأطلت من هناك عبر مهرجان قطر السنوي على شاشة «تلفزيون قطر», فضلاً عن تعاونها مع مكتب قناة الجزيرة في قسم الأخبار 
شاركت في برنامج «ميشن فاشن» للفقرة التي تسبق البرايم على شاشة ال بي سي عام 2008، التجربة الثانية كانت تقديمها مسابقة ملكة جمال الجامعات، التي نقلت مباشرةً على شاشة ال بي سي.
ومن ثم تقدمت للمشاركة في مسابقة ملكة جمال لبنان، ولكنها خرجت في التصفيات الأولى
أطلت من جديد عبر قناة إم تي في اللبنانية حيث قدمت برنامج «أغاني أغاني» عام 2016انتقلت لتقديم النسخة اللبنانية من البرنامج العالمي "LipSynce Battle" على قناتي المؤسسة اللبنانية للإرسال وقناة الانتشار اللبناني لموسم واحد بمشاركة الملحن طارق أبو جودة  في أكتوبر 2016 تم اختيارها لتشارك في البرنامج النسائي المنوع «وشوشة تشات» على تلفزيون دبي برفقة ثلاث فتيات من جنسيات مختلفة من الكويت الممثلة هيا الشعيبي، من تونس الممثلة درة زروق، ومن اميركا Shannon Elizabeth munyan التي ستنقل وجهة نظرها بالنسبة للغرب وطريقة تفكيرهم.
في نوفمبر 2023 عادت لتقديم برنامج "Highlight" مع نجم ستار أكاديمي بموسمه الأول محمد عطية
عبر شاشة المؤسسة اللبنانية للإرسال

### في مجال الإعلانات والأغاني المصورة
كانت بطلة إحدى إعلانات الشركة المصرية فودافون مصر وشركة الاتصالات القطرية كاتل.
شاركت كموديل لأول مرة مع الفنان هاني شاكر في كليب«حبيبي حياتي» ثم مع الفنان أحمد الشريف في كليب أنا عم فكر والفنان المصري تامر حسني في كليب تعرفي بحلم ولو هكون غير ليك.